# 포항제철중학교
포항제철중학교(浦項製鐵中學校)는 대한민국 경상북도 포항시 남구 지곡동에 위치한 사립 중학교로, 1978년 3월 3일에 경북포항지곡중학교로 첫 개교되었다.

## 학교 연혁
- 1978년 3월 3일 : 공립 지곡중학교 개교
- 1979년 12월 27일 : 현교사 준공
- 1980년 3월 1일 : 사립 지곡중학교로 변경
- 1981년 2월 13일 : 제1회 졸업(졸업생 140명)
- 1981년 3월 1일 : 포항제철중학교로 교명 변경
- 1995년 2월 20일 : 2교사 인수
- 2014년 3월 3일 : 교육부 지정 자유학기제 정책 연구학교 운영
- 2017년 3월 1일 : 강순원 교장 취임
- 2019년 2월 14일 : 제39회 졸업식(졸업생 445명) 총 졸업생 20,106명
- 2022년 1월 7일 : 제42회 졸업식(졸업생 418명)
- 2022년 3월 2일 : 제45회 입학식(신입생 511명)

## 참고 자료
- 포항제철중학교 - 한국교육학술정보원 학교알리미